# Rustenburg Local Municipality
Rustenburg (englisch Rustenburg Local Municipality) ist eine Lokalgemeinde im Distrikt Bojanala Platinum in der südafrikanischen Provinz Nordwest. Der Sitz der Verwaltung befindet sich in Rustenburg. Bürgermeister ist Mpho Khonou.
Die Gemeinde ist nach der Stadt Rustenburg benannt, was „Rastplatz“ oder „Stadt der Ruhe“ bedeutet.

## Städte und Orte
- Bethanie
- Hartbeesfontein A
- Marikana
- Phatsima
- Rustenburg
- Tlhabane

## Bevölkerung
Im Jahr 2011 hatte die Gemeinde 549.575 Einwohner in 199.044 Haushalten auf einer Gesamtfläche von 3423,26 km². Davon waren 88,5 % schwarz, 9,4 % weiß, 0,9 % Coloured und 0,8 % Inder bzw. Asiaten. Erstsprache war zu 52,4 % Setswana, zu 9,6 % Afrikaans, zu 9,3 % isiXhosa, zu 5,4 % Xitsonga, zu 5,2 % Englisch, zu 5,1 % Sesotho, zu 2,8 % isiZulu, zu 1,8 % Sepedi und zu 1 % isiNdebele.